# Церковь Бориса и Глеба (Борисоглебский)
Церковь Бориса и Глеба — православный храм в посёлке Борисоглебский Печенгского района Мурманской области, находится у границы с Норвегией, на левом берегу реки Паз, на бывшем Пазрецком погосте. Посвящён святым Борису и Глебу.

## История
В XVI веке на этом месте существовал Пазрецкий погост, основанный Святым Трифоном с целью распространения православной веры среди кместных народов — колттов и других саамов. В 1565 году по его инициативе здесь была построена деревянная однокупольная церковь с колокольней, освящение, как свидетельствует надпись на сохранившемся кресте, проведено 24 июня священником Иларионом. Трифон надеялся с постройкой церкви облегчить свою миссионерскую деятельность, позже в храме хранилось его рукописное житие. Настоятели погоста жили при церкви лишь летом, а зимой перебирались в Колу, церковь всегда была бедной из-за малочисленности прихода. Она имела небольшой иконостас, на правой стороне которого находились иконы братьев-мучеников и святого равноапостольного князя Владимира с надписями вязью. Близ Пазрецкого погоста существовала пещера, в которой, по преданию, преподобный Трифон скрывался от сопротивлявшихся введению христианства саамов; впоследствии саамами эта пещера почиталась как святыня.

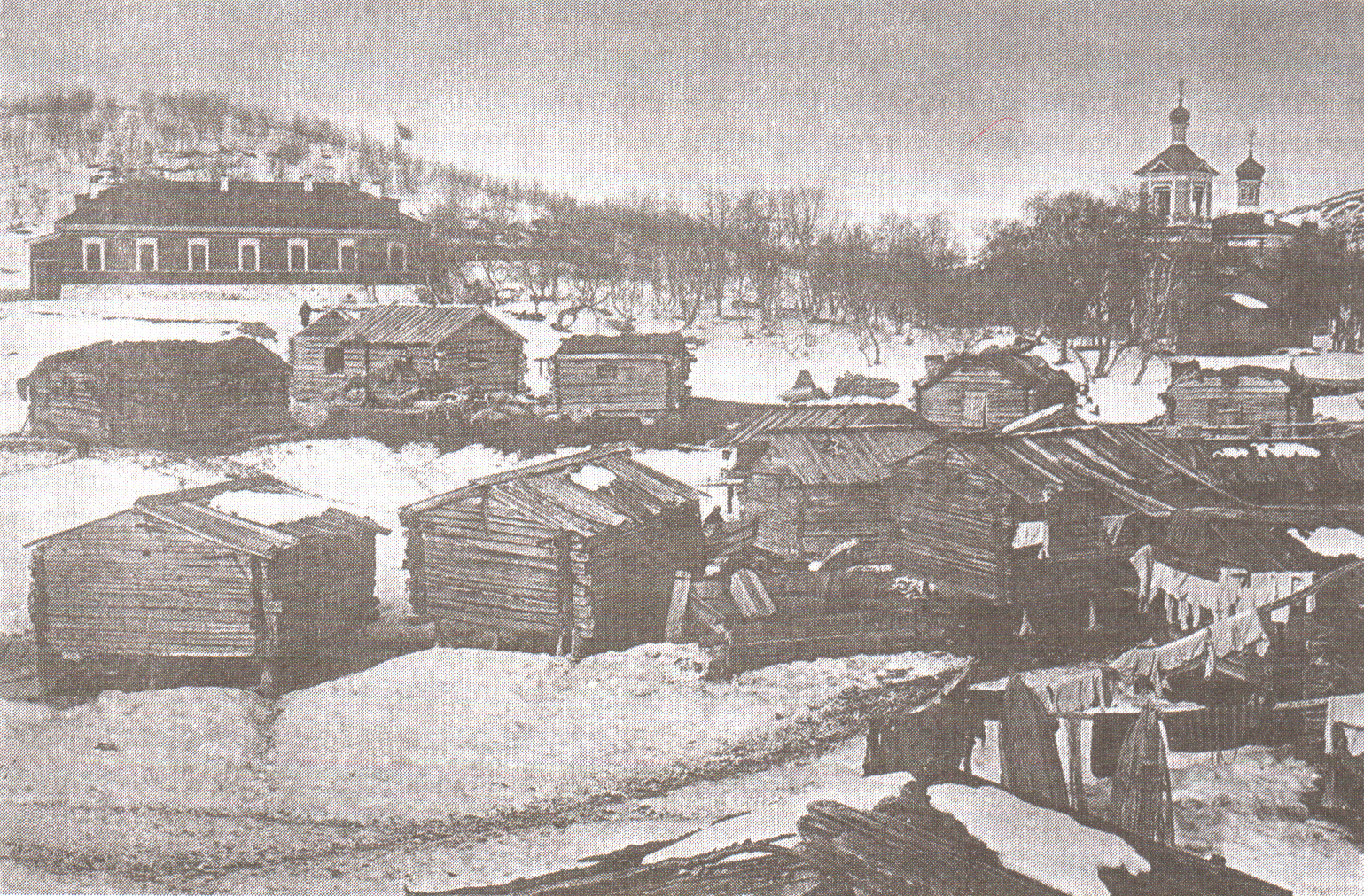
Пазрецкий погост, фотография 1911 года

Прихожанами церкви до второй половины XIX века были преимущественно саамы и поморы (летом, в сезон рыбного промысла). Активной просветительской деятельностью среди колтта-саамов здесь занимались такие известные священники, как Георгий Терентьев (1823—1904) и Константин Щеколдин (1867—1916); они также были одними из первых исследователей истории, культуры и языка колттов. В 1826 году при демаркации границ России и Норвегии граница прошла по реке Паз, и левый берег, на котором стоит церковь, отошёл к Норвегии; однако ради сохранения православной церкви в составе России на норвежском берегу был создан анклав площадью 1 км2. Такая конфигурация границы сохранилась по сей день.
23 июля 1870 года Пазрецкий погост посетил великий князь Алексей Александрович; он выделил деньги на ремонт сильно обветшавшего здания старой церкви, а затем инициировал строительство нового здания храма. Автором проекта стал инженер Д. В. Васильев. Строительство, курировавшееся особым комитетом при архангельском губернаторе, велось в 1872—1874 годах. 25 августа 1874 года состоялось освящение храма. 23 июня 1873 года Пазрецкий погост посетили король Швеции и Норвегии Оскар II и принц Оскар Адольф.
В 1920-х — 1940-х годах территория бывшего Пазрецкого погоста вместе со всем Печенгским районом находилась в составе Финляндии. В 1944 году во время военных действий новая церковь Бориса и Глеба сильно пострадала, а более старый деревянный храм сгорел до основания. Храм был восстановлен в 1982—1992 годах, в 1992 году состоялось освящение. По состоянию на 2007 год богослужения в Борисоглебском храме проводились лишь два раза в год, 15 мая и 6 августа; храм труднодоступен для посещения в связи с нахождением на приграничной режимной территории.